# Мокро (Шавник)
Мокро је насеље у општини Шавник у Црној Гори. Према попису из 2003. било је 89 становника (према попису из 1991. било је 93 становника).

## Географија
Мокро обухвата зараван изнад реке Придворице и Шавника, а између планине Војник дуж западне стране, и мање планине Кикањице на истоку која га дели од долине реке Бијеле. Село се локално дели на три дела: Горње Село (или Засеље) на обронцима Војника и брда Губисјеме; Средње Село - где се и налази црква са гробљем; и Доње Село, које се налази на ивици падине ка Придворици, а уједно има и највише становника. Сматра се да је надморска висина око 900 метара. Целу сеоску зараван дели на пола и отиче Богданов Поток, који понире у Доњем Селу. Сматра се да је село добило назив 'Мокро' по многобројним изворима који се налазе у атару села, од којих два - Стубла и Пећине, никада нису пресушили у историји села. Сеоски катун се зове Пољице, и налази се на планини Војник, око 3 km удаљен од Горњег Села ка западу, на висини од око 1500 метара. Катун Пољице од Мокрог заклањају 4 мања врха Војника: Кита, Јаворуша, Орлово Брдо и Голопуст.

## Историја
Дробњачки крај, па и село Мокро, је насељено од давнина. Село вероватно потиче од зимовног катуна за племена Пиве и Жупе Никшићке. Село се сматра да је настало вероватно крајем 17. или почетком 18. века, а да је значајно повећало број становника током сеобе неколико братстава из Жупе Никшићке. У току 19. века, село дели судбину осталог Дробњака, и било је паљено више пута од Турака. Бележи се и период да је било опустело негде средином 19. века за 12 година услед Турског разарања и зулума. Последњи пут је страдало у току Другог светског рата. Од 1878. године припада Црној Гори, а после 1953. и преуређења среског система, припада општини Шавник.

## Демографија
У насељу Мокро живи 76 пунолетних становника, а просечна старост становништва износи 42,6 година (37,4 код мушкараца и 48,4 код жена). У насељу има 31 домаћинство, а просечан број чланова по домаћинству је 2,87.
Ово насеље је углавном насељено Србима (према попису из 2003. године), а у последња три пописа, примећен је пад у броју становника.
|  |

| Демографија | Демографија | Демографија |
| Година      | Становника  | Становника  |
| ----------- | ----------- | ----------- |
|             |             |             |
|             |             |             |
|             |             |             |
|             |             |             |
| 1948.       | 281         |             |
| 1953.       | 274         |             |
| 1961.       | 261         |             |
| 1971.       | 258         |             |
| 1981.       | 190         |             |
| 1991.       | 93          | 93          |
| 2003.       | 89          | 89          |
|             |             |             |

| Етнички састав према попису из 2003.‍ | Етнички састав према попису из 2003.‍ | Етнички састав према попису из 2003.‍ | Етнички састав према попису из 2003.‍ | Етнички састав према попису из 2003.‍ |
| ------------------------------------ | ------------------------------------ | ------------------------------------ | ------------------------------------ | ------------------------------------ |
|                                      |                                      |                                      |                                      |                                      |
| Срби                                 | Срби                                 |                                      | 61                                   | 68,53%                               |
| Црногорци                            | Црногорци                            |                                      | 28                                   | 31,46%                               |
| непознато                            | непознато                            |                                      | 0                                    | 0,0%                                 |

| Година пописа     | 1948. | 1953. | 1961. | 1971. | 1981. | 1991. | 2003. |
| ----------------- | ----- | ----- | ----- | ----- | ----- | ----- | ----- |
| Број домаћинстава | 56    | 58    | 66    | 60    | 47    | 30    | 31    |

| Број чланова      | 1  | 2 | 3 | 4 | 5 | 6 | 7 | 8 | 9 | 10 и више | Просек |
| ----------------- | -- | - | - | - | - | - | - | - | - | --------- | ------ |
| Број домаћинстава | 31 | 9 | 5 | 7 | 3 | 5 | 2 | 0 | 0 | 0         | 0      |

| Пол    | Укупно | Неожењен/Неудата | Ожењен/Удата | Удовац/Удовица | Разведен/Разведена | Непознато |
| ------ | ------ | ---------------- | ------------ | -------------- | ------------------ | --------- |
| Мушки  | 42     | 25               | 12           | 1              | 4                  | 0         |
| Женски | 39     | 20               | 12           | 5              | 2                  | 0         |
| УКУПНО | 81     | 45               | 24           | 6              | 6                  | 0         |

| Пол    | Укупно                    | Пољопривреда, лов и шумарство | Рибарство                            | Вађење руде и камена | Прерађивачка индустрија       |
| ------ | ------------------------- | ----------------------------- | ------------------------------------ | -------------------- | ----------------------------- |
| Мушки  | 18                        | 7                             | 0                                    | 0                    | 2                             |
| Женски | 14                        | 9                             | 0                                    | 0                    | 0                             |
| УКУПНО | 32                        | 16                            | 0                                    | 0                    | 2                             |
| Пол    | Производња и снабдевање   | Грађевинарство                | Трговина                             | Хотели и ресторани   | Саобраћај, складиштење и везе |
| Мушки  | 1                         | 1                             | 0                                    | 0                    | 1                             |
| Женски | 0                         | 0                             | 1                                    | 0                    | 0                             |
| УКУПНО | 1                         | 1                             | 1                                    | 0                    | 1                             |
| Пол    | Финансијско посредовање   | Некретнине                    | Државна управа и одбрана             | Образовање           | Здравствени и социјални рад   |
| Мушки  | 0                         | 0                             | 5                                    | 1                    | 0                             |
| Женски | 0                         | 0                             | 3                                    | 0                    | 0                             |
| УКУПНО | 0                         | 0                             | 8                                    | 1                    | 0                             |
| Пол    | Остале услужне активности | Приватна домаћинства          | Екстериторијалне организације и тела | Непознато            | Непознато                     |
| Мушки  | 0                         | 0                             | 0                                    | 0                    | 0                             |
| Женски | 1                         | 0                             | 0                                    | 0                    | 0                             |
| УКУПНО | 1                         | 0                             | 0                                    | 0                    | 0                             |